# شرطی اخباری
در زبان های طبیعی، یک شرطی اخباری، یک عمل منطقی داده شده با عبارات به شکل «اگر A آنگاه B» است. بر خلاف شرطی مادی، یک شرطی اخباری تعریف مورد توافقی ندارد. ادبیات علوم فلسفی در این باره این عملگر، گسترده و هیچ اجماع روشنی بدست نیامده است.

## همچنین نگاه کنید
- شرطی مادی
- شرطی خلاف واقع
- استلزام منطقی
- شرطی اکید

## مطالعه بیشتر
- Byrne, R.M.J. (2005). The Rational Imagination: How People Create Counterfactual Alternatives to Reality. Cambridge, MA: MIT Press.
- Edgington, Dorothy. (2006). "Conditionals". The Stanford Encyclopedia of Philosophy, Edward Zalta (ed.). http://plato.stanford.edu/entries/conditionals/.
- Evans, J. St. B. T., Newstead, S. and Byrne, R. M. J. (1993). Human Reasoning: The Psychology of Deduction. Hove, Psychology Press.